# Portée (architecture)

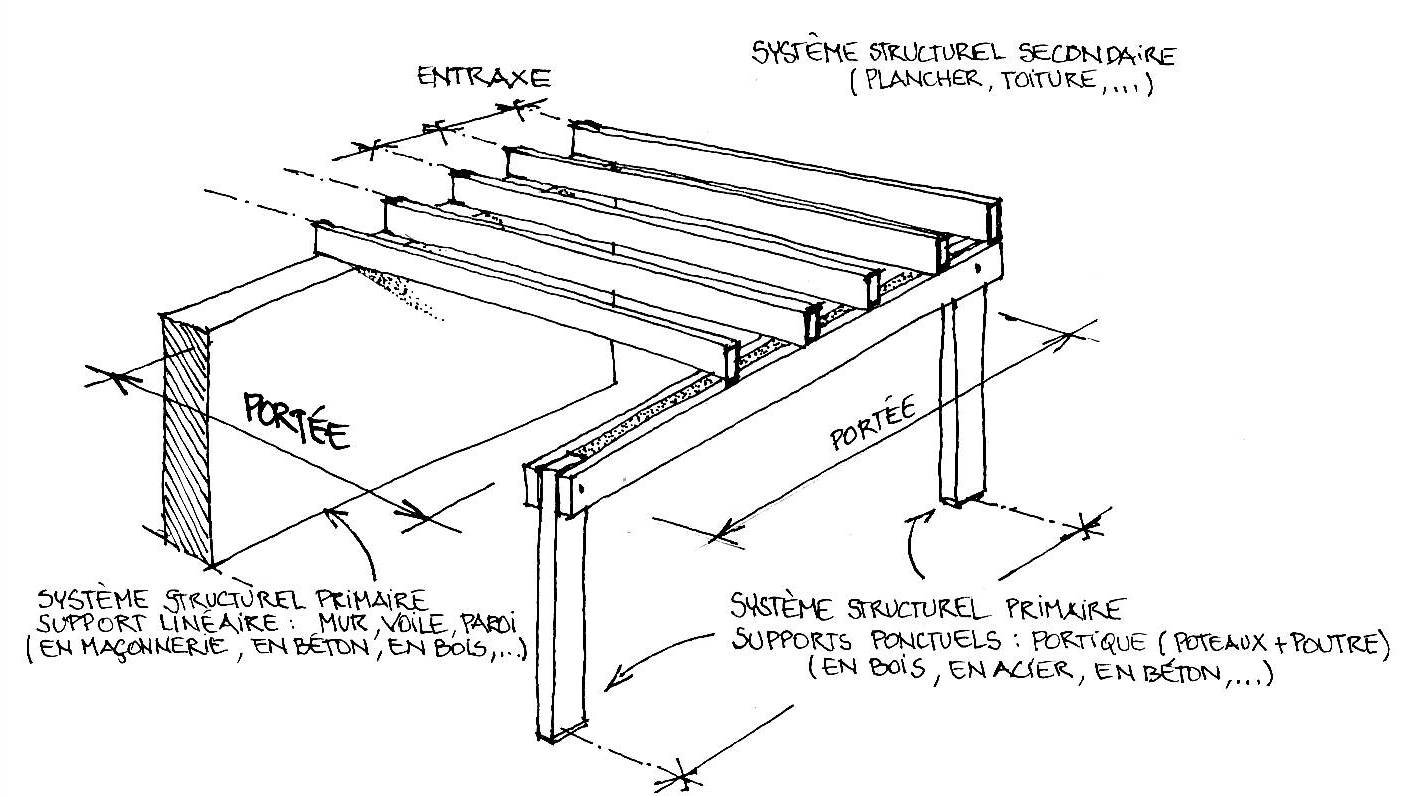
Croquis schématique de la portée et de l'entraxe.

La portée désigne, en architecture et dans tous les domaines où le calcul des structures intervient (BTP), la distance qui sépare deux systèmes structurels (primaires) destinés à offrir un appui à un autre système structurel (secondaire) qui en sera dépendant et complémentaire.
Elle peut donc se définir comme la distance entre appuis de systèmes structurels d'un même ordre.
Attention à ne pas la confondre avec l'entraxe, qui est défini comme la distance séparant les axes parallèles d'éléments de même section et de même nature qui appartiennent à un même système structurel.
La plus grande portée a été longtemps détenue par Panthéon à Rome (43,3 m de portée). Le Centre des nouvelles industries et technologies à La Défense fait partie des ouvrages remarquables du XXe siècle (218 m de portée).
Dans une toiture en pente à deux versants identiques, la course (correspondant à l'anglais run) est la moitié de la portée.